# 北京协和医学院
北京协和医学院（英語：Peking Union Medical College），位於中国北京，1917年由美国洛克菲勒基金会捐资，以约翰霍普金斯大学医学院为蓝本建立，是中国第一所开设八年制临床医学专业的医学院。
1985年后，一度改名为中国协和医科大学。目前和中国医学科学院结合，实行一个机构两块牌子，隶属中华人民共和国国家卫生健康委员会，接受国家卫生健康委员会、教育部双重领导。北京協和醫學院與清華大學緊密合作辦學，可使用「北京协和医学院—清华大学医学部」名稱，八年制臨床醫學專業學生在清華進行醫學預科階段的學習。
北京协和医学院是全国重点大学，位列国家“双一流”建设高校，被纳入“211”和“985”工程建设项目，入选卓越医生教育培养计划、医学“双一流”建设联盟、高水平公共卫生学院建设高校。2017年，中國教育部第四轮学科评估结果中，北京协和医学院在基礎醫學得到A+，臨床醫學得到A。

## 校史

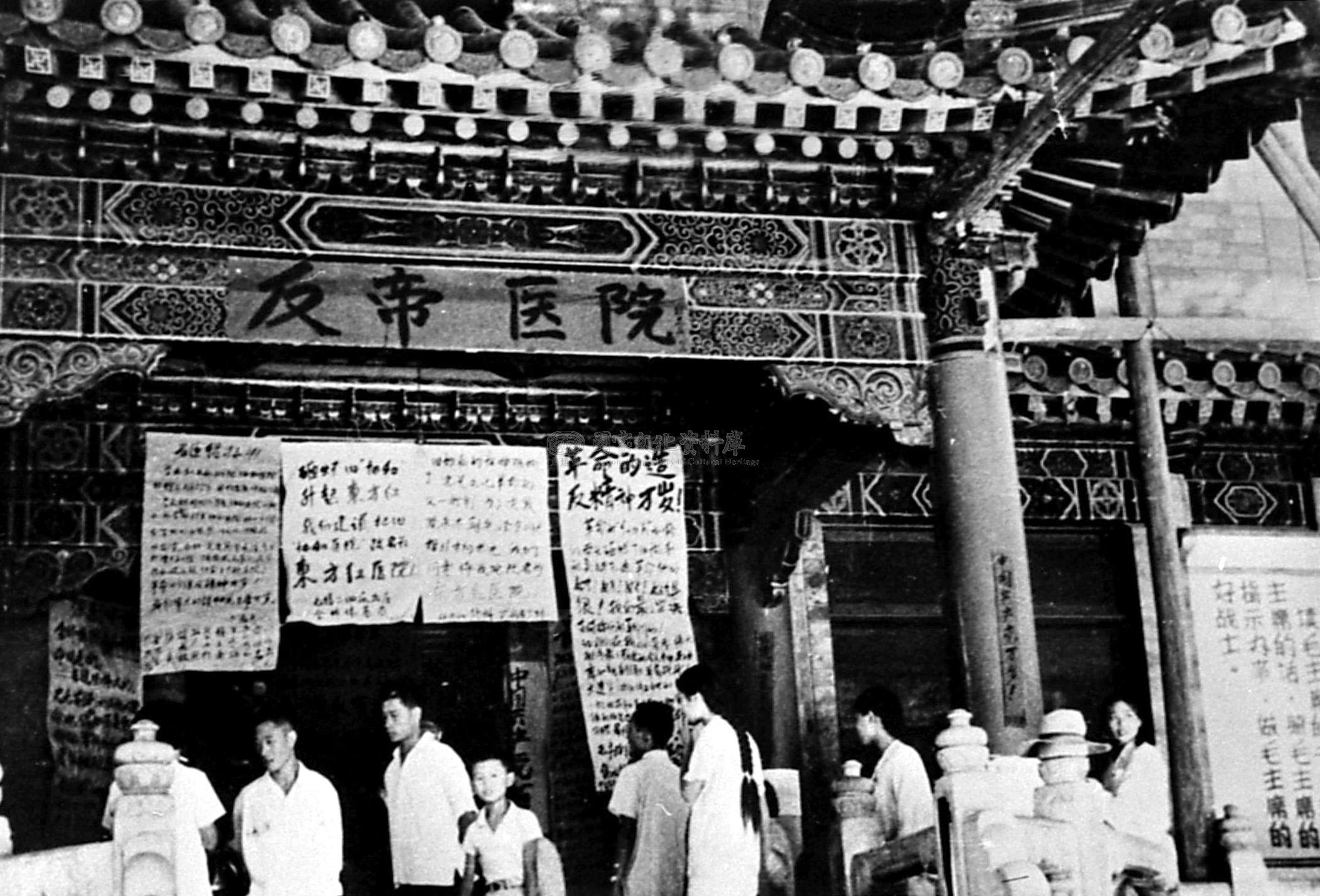
文革期間被紅衛兵改名為「反帝醫院」的協和醫院。

1906年，英国伦敦会与英美其他五个教会合作开办了协和医学堂，为协和医学院的前身。英文名为Union，即联合之意，被雅致地译成中文，称作协和。1915年，洛克菲勒基金会收购协和医学堂。1916年，负责设计协和建筑的查尔斯·阿勒顿·柯立芝来华考察豫王府，决定设计建造一座中西合璧的有着宫殿式外观的校园和医院群建筑。
1917年9月由美国洛克菲勒基金会帮助建立北京协和医学院，开办医预科，附属医院为北京协和医院，首任校长为麦克林。1919年10月开办医学本科，学制为八年制。1920年开办护士学校，来自约翰霍普金斯大学医学院的沃安娜担任护校校长。
1928年6月，国民教育部规定高等院校校长必须是中国人，学校董事会必须华人董事为多数。1929年4月，美国董事辞呈，董事会改选，胡适、张伯苓、伍朝枢、施肇基、周诒春、翁文灏、刘瑞恒等组成北京协和医院新一届董事，刘瑞恒出任第一任中国籍协和医学院院长。同年，北京协和医学院被国民政府教育部改名为私立北平协和医学院。1942年1月，因為太平洋戰爭爆發，学校停办。
1947年10月学校第一次复校。1949年9月复称北京协和医学院。1953年学校停止招生。1951年改名中国协和医学院。1957年并入中国医学科学院。1959年在原协和医学院的基础上成立了8年制的中国医科大学。1970年，文化大革命期间，学校停办。

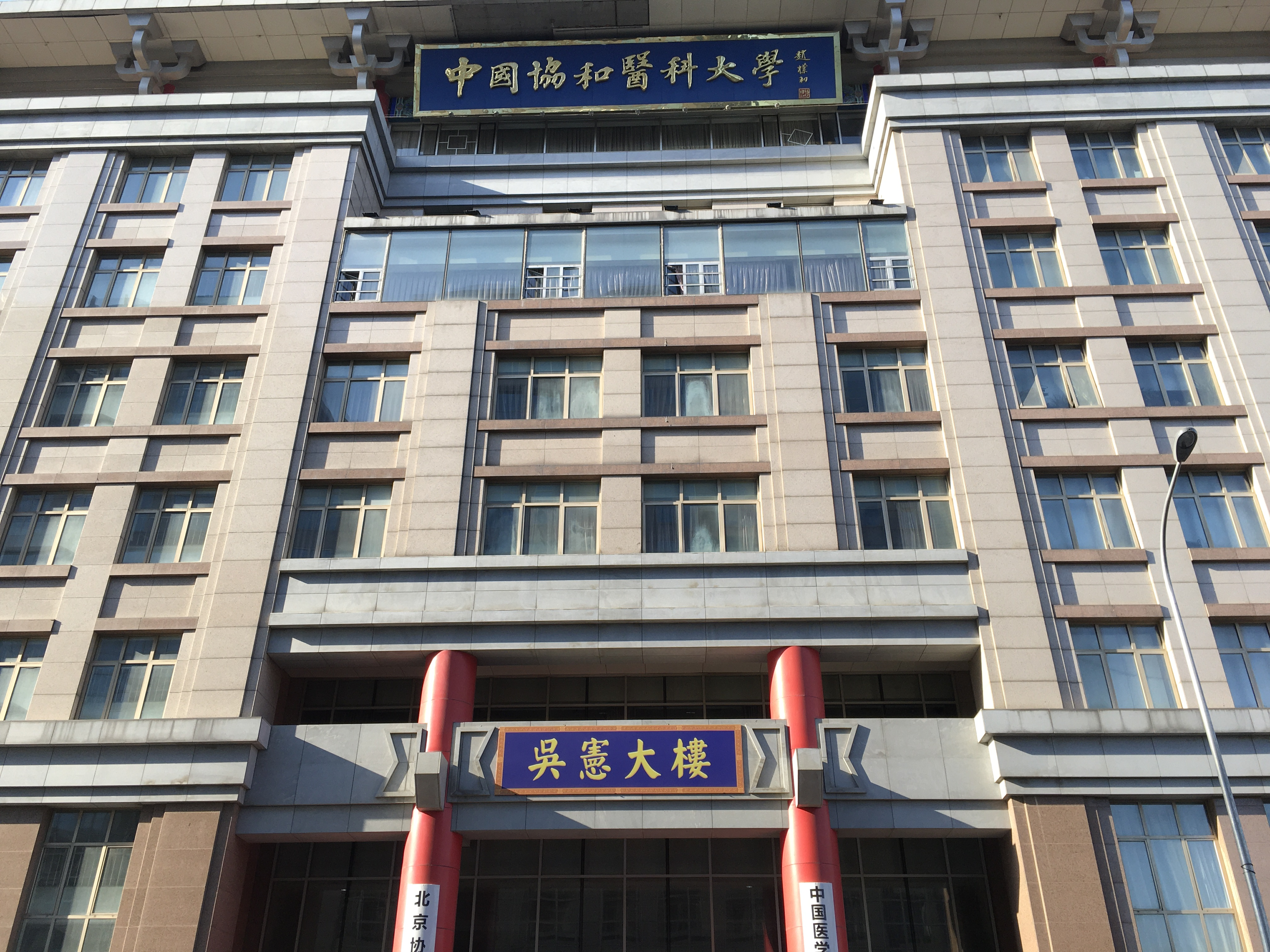
中國協和醫科大學

1979年8月复校，校名改为「中国首都医科大学」。1985年改为「中国协和医科大学」。
2002年9月，教育部、卫生部两部领导签署了清华大学与中国协和医科大学紧密合作，共建“清华大学北京协和医学院”的协议，中国协和医科大学进入“211”和“985”工程建设项目。自此，北京协和医学院成為教育部、卫生部共建學校。
2006年9月，根据清华大学和中国协和医科大学签署的《清华大学和中国协和医科大学关于落实两部协议的实施意见》，中国协和医科大学更名为「北京协和医学院（清华大学医学部）」，可同时使用「北京协和医学院—清华大学医学部」作为第二名称，英文名称为“Peking Union Medical College, Tsinghua University”，接受教育部、卫生部双重领导，原有隶属领导关系、资产关系和经费管理体制不变，仍为独立法人。北京协和医学院（清华大学医学部）由清华大学纳入“211工程”和“985工程”及其他相关计划之中。
2007年5月，根据教育部、卫生部共建协议，《中国协和医科大学和清华大学关于落实两部协议的实施意见》，教育部《关于中国协和医科大学更名的通知》以及《国家事业单位登记管理局事业单位登记管理暂行条例实施细则》，中国协和医科大学正式更名为北京协和医学院，鉴于与清华大学紧密合作办学的需要，同时使用「北京协和医学院--清华大学医学部」的名称。更名后仍为独立法人单位，原隶属关系、人员编制、资产关系和经费管理体制保持不变。

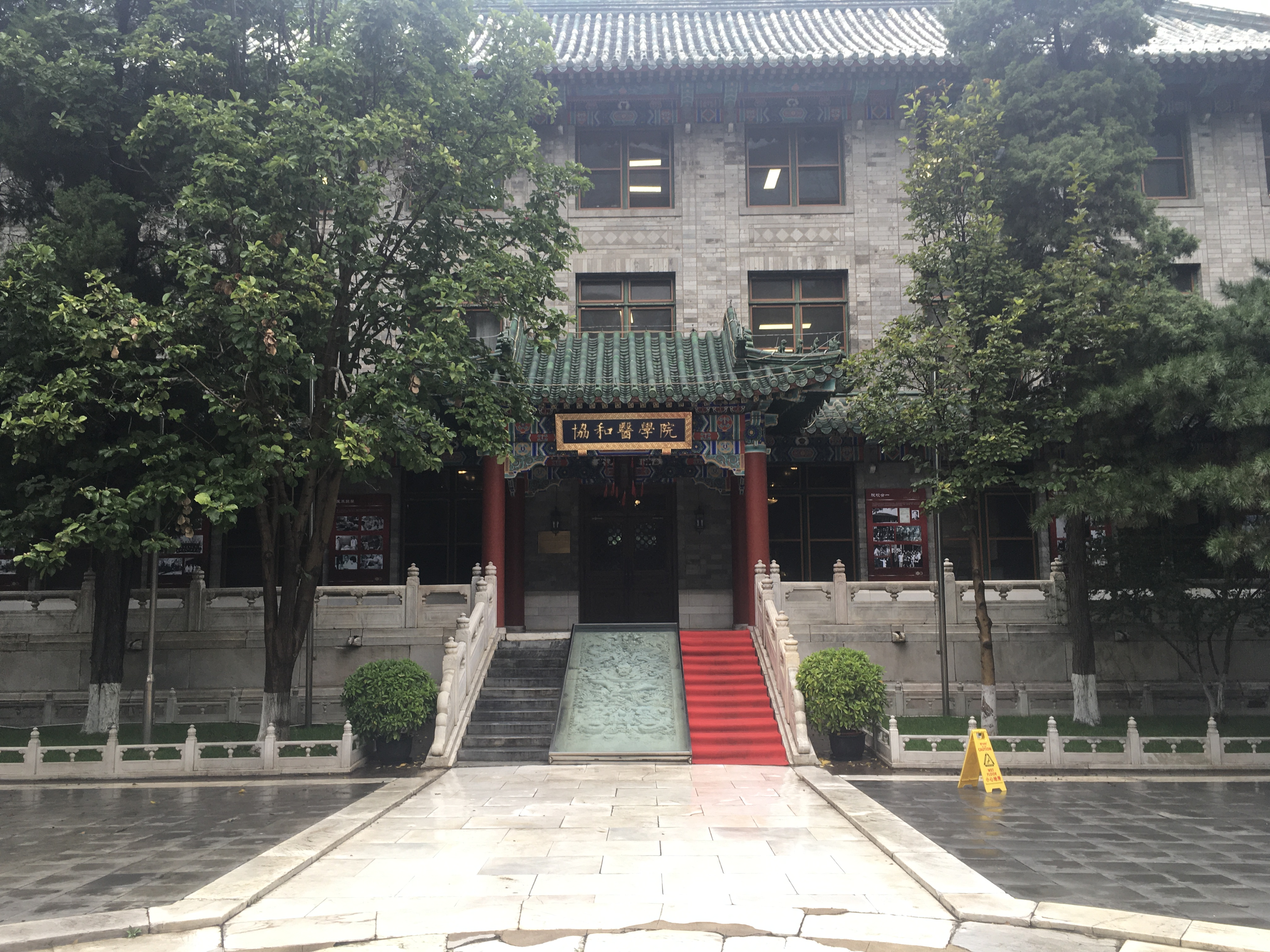
協和醫學院大樓

2016年6月，北京协和医学院院校长曹雪涛院士与中国科学技术大学校长万立骏院士在合肥签署《中国科技大学北京协和医学院战略合作框架协议》、《生物医学交叉学科人才培养计划（PhD program）合作协议》，探索生命医学交叉人才培养的新模式。
2018年，北京协和医学院长学制临床医学专业培养模式改革试点班开始招生。长学制临床医学专业培养模式改革试点班拟从北京大学、清华大学、中国科学技术大学这三所大学的本科生中进行招生，招生对象为：在非医学專業学习、有志于医学、已完成本科三年学习的学生。学生经考试录取后，在本科第四年进入北京协和医学院，开始医学专业的学习，医学专业学程共5年。

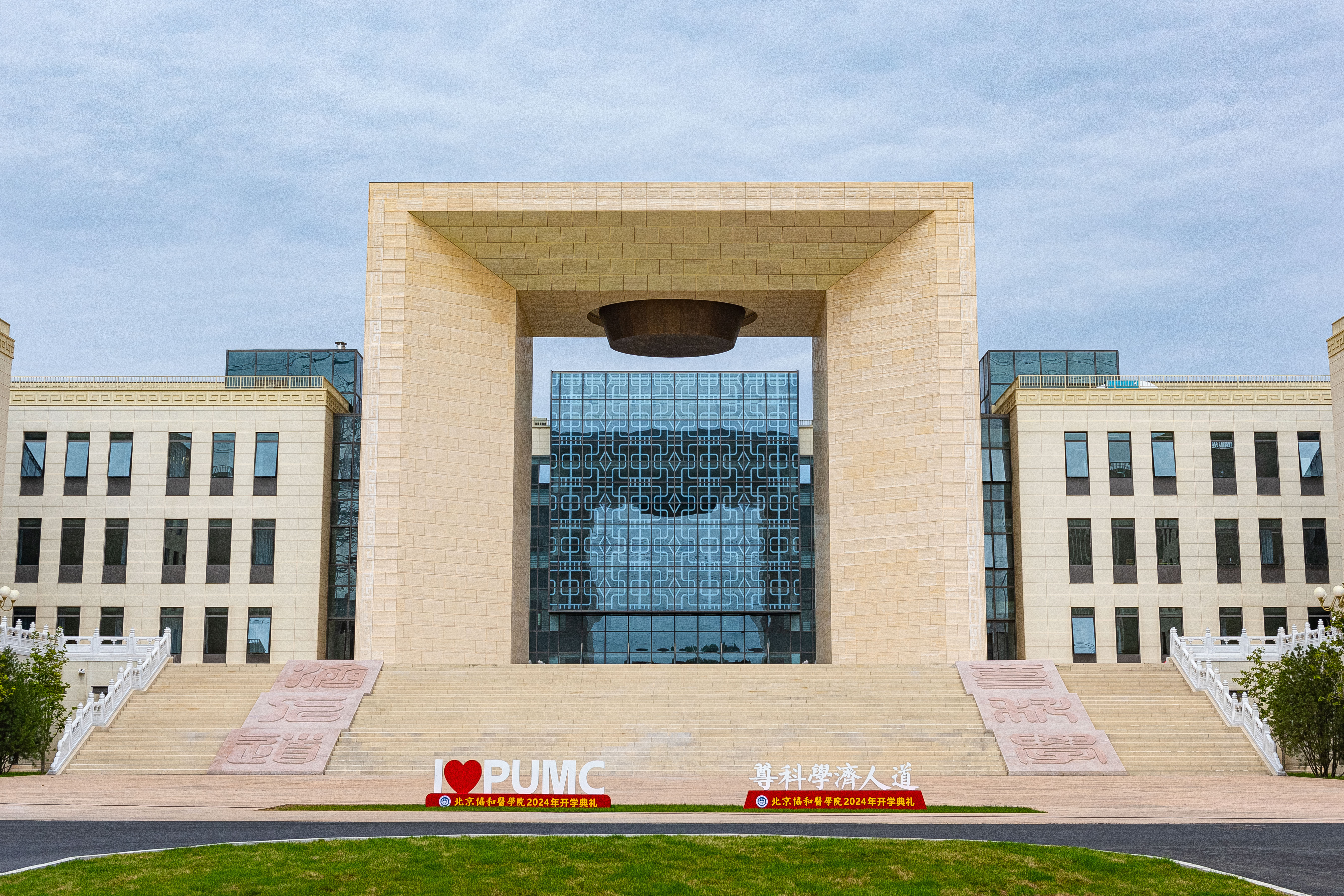
北京协和医学院北区

2023年开始，北京协和医学院与中国科学院大学、中国科学技术大学、北京航空航天大学、北京理工大学、北京师范大学等携手创办“协和医班”，符合培养要求的毕业生按推免直博的方式由协和录取进入直博生阶段学习，分别在医学、群医学与公共卫生、医学与生命科学、药学、医学与理学交叉融合、生物医学工程、医学与社会科学交叉融合、医学与人文学科交叉融合等8个方向进行深造，按照4（本科）+4（直博）基本学制完成，共同培养兼具多学科背景的复合型医学人才。
2024年，北京协和医学院与北京师范大学合作开设“协和药班”。北师大化学学院、协和药学院联合招收药学专业本科生，为医药产业培养高层次、应用型且具有全球视野的行业领军人才。本科阶段以2（北师大）+2（协和）方式由两校共同培养。符合培养要求的毕业生按推免直博的方式由北师大、协和录取进入化学或药学相关专业直博生阶段学习。同年8月25日，位于马连洼街道药用植物研究所院内的协和医学院北区宿舍建成投入使用。

## 现状

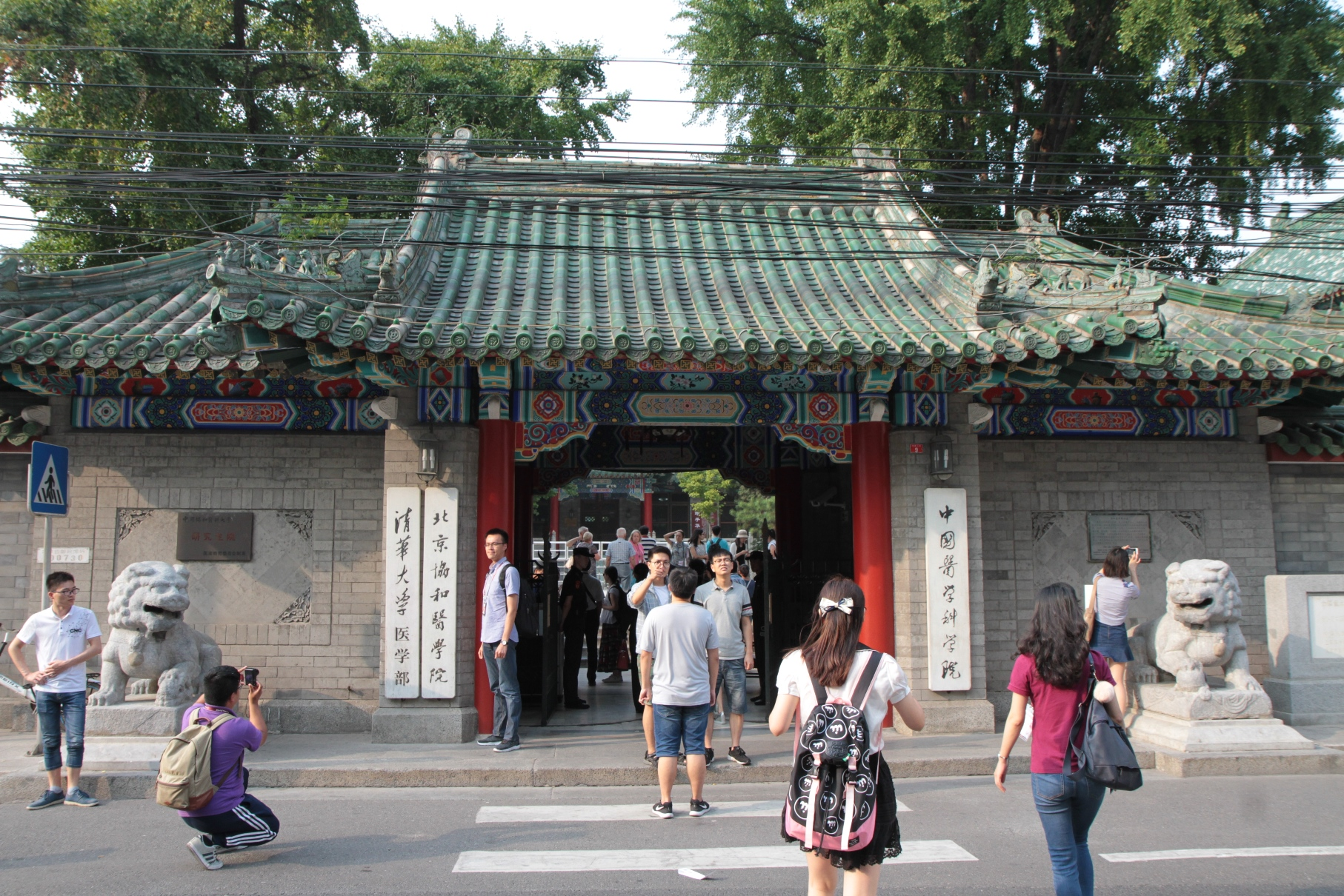
北京協和醫學院（清華大學醫學部）校門口

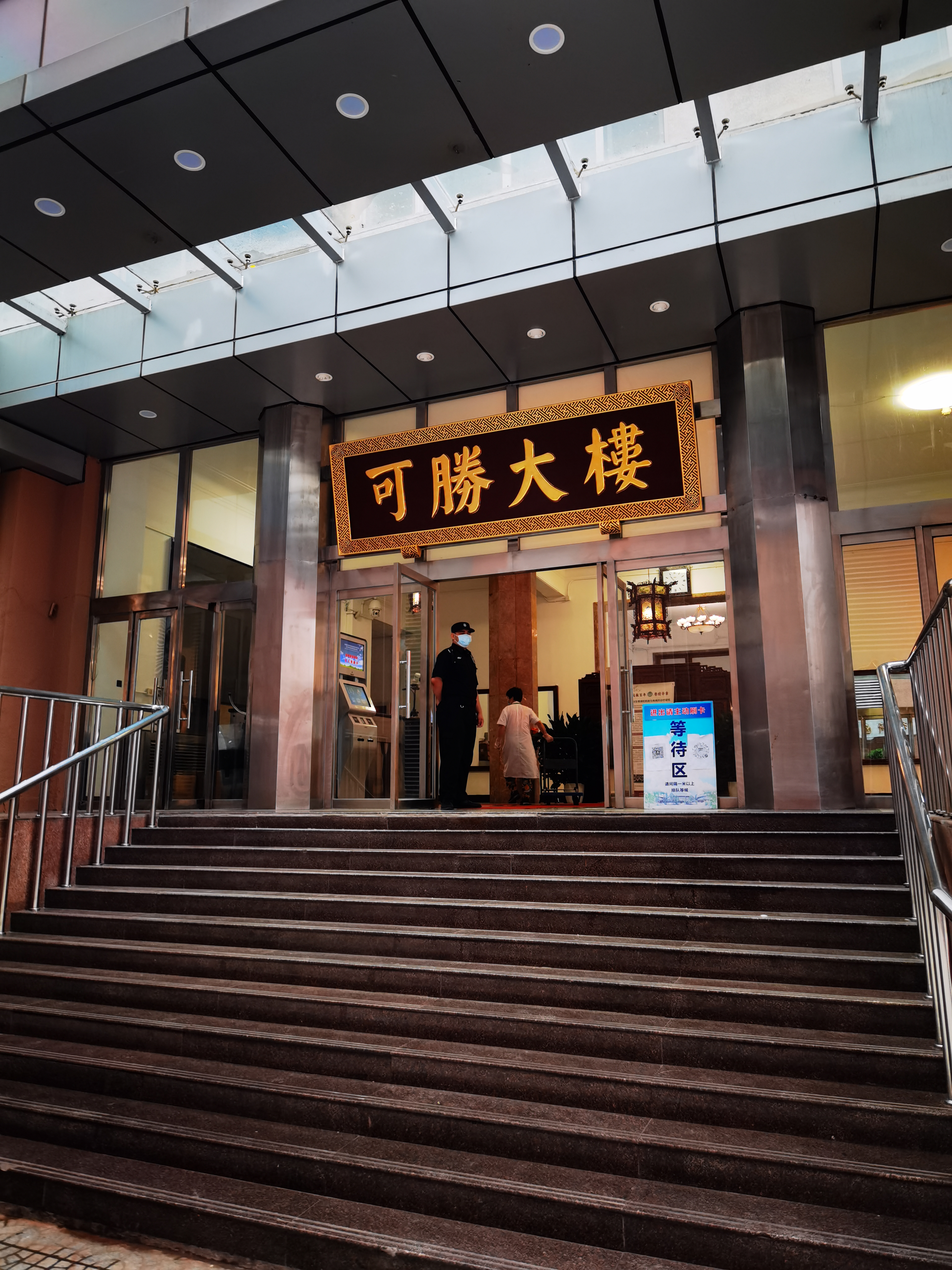
可勝大樓

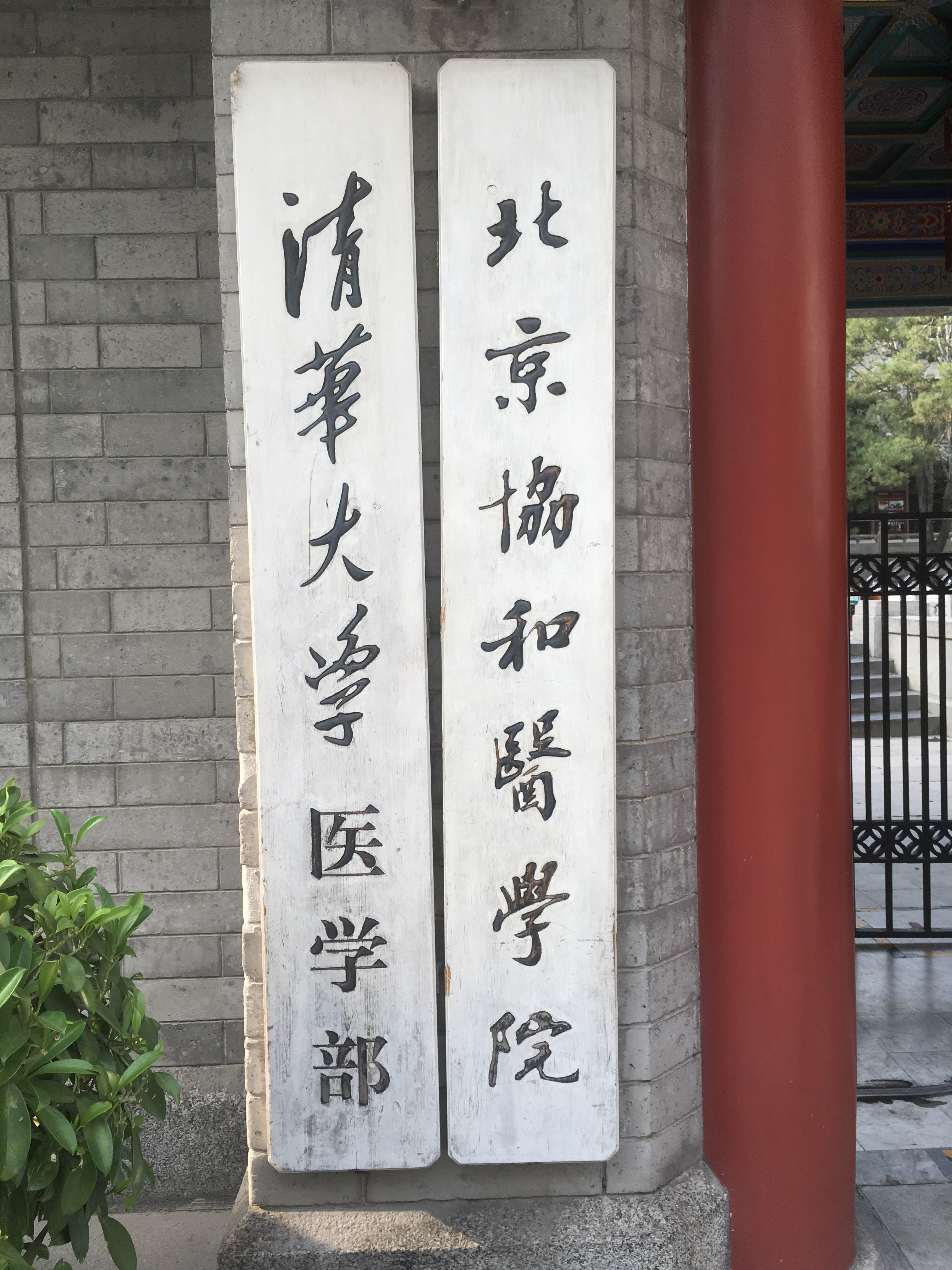
清華大學醫學部與北京協和醫學院牌子

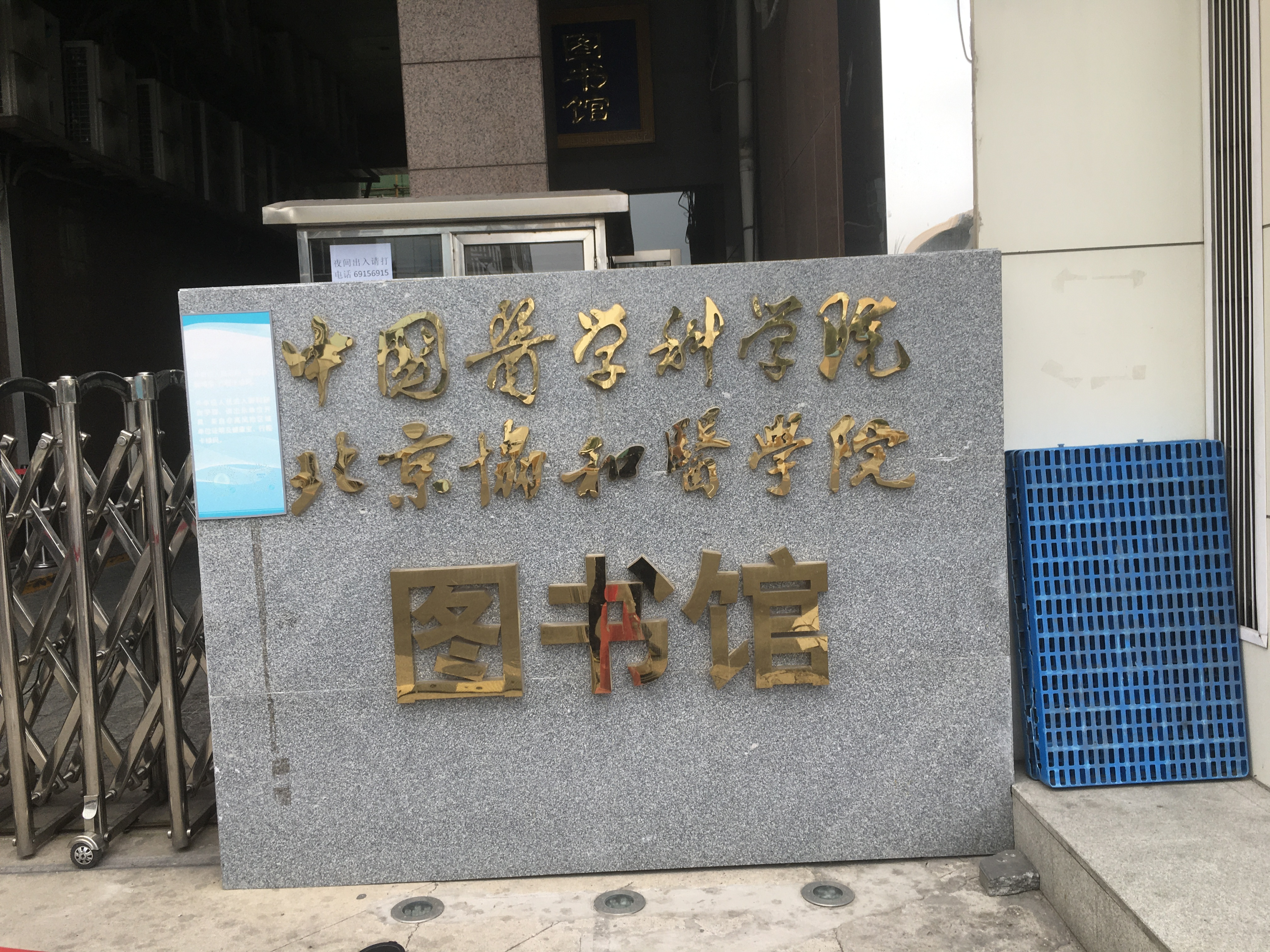
北京協和醫學院圖書館

目前，北京协和医学院和清华大学联合培养八年制临床医学专业学生。北京协和医学院八年制临床医学专业学生在清华大学进行医学预科阶段的学习，前2.5年在清华大学生物系学习，后5.5年在北京协和医学院学习。北京协和医学院是教育部與卫生部认可的具有授予临床医学博士的高等院校（学校代码：10023），八年制临床医学专业的学生在整个学习期间，拥有清华大学（学校代码：10003），北京协和医学院双重学籍，其学位证书盖“北京协和医学院”公章，毕业证书加盖“清华大学”、“北京协和医学院”两个公章。从北京协和医学院研究生院招收的所有专业的研究生拥有北京协和医学院学籍以及清华大学學籍，其毕业证书与学位证书盖“北京协和医学院”、“清华大学”公章。北京协和医学院自行招生的护理学、药学本科专业，只有北京协和医学院学籍，其毕业证书与学位证书盖“北京协和医学院”。
北京协和医学院同时也是中国医学科学院，医科院与协和医学院实行院校合一的管理体制，医科院为协和医学院提供雄厚的师资和技术力量，协和医学院为医科院培养高层次的人才，相互依托，优势互补，教研相长。院校设有19个研究所（以及2个分所）、5所分院、7所临床医院（含与北京市共建的天坛医院）、5所学院。2012年1月5日，院校召开京津地区全体干部大会，宣布了卫生部党组关于院校领导班子调整的决定。曹雪涛担任中国医学科学院院长，曾益新任北京协和医学院校长。2018年1月24日，国家卫计委在协和医学院干部会议上宣布，前中日友好医院院长、中国工程院院士王辰擔任北京协和医学院院校长、党委常委。

### 与清华大学的关系
北京协和医学院与清华大学部分专业合作办学，两校及其院系互不隶属。2001年創立的清华大学医学院，於2009年开始招收第一届八年制的“医学药学实验班”学生，2013年改为招收“医学实验班”，旨在培养具有创新能力和科研能力的新一代医师科学家，而北京协和医学院主要培养优秀的临床医生，两者是不同的两个实体。简而言之，北京协和医学院临床医学博士（八年制）的预科阶段在清华大学生命科学学院，学成者将同时获得清华大学和北京协和医学院的文凭。

## 组织结构
北京协和医学院擁有19個直屬研究所（和五個子研究所）、6家直屬附屬醫院、7個學院和5個協和分院。协和医学院設有2個國家中心、5個國家重點實驗室、35個部級重點實驗室、6個博士後站和13個重點學科。

### 院系

#### 基础学院

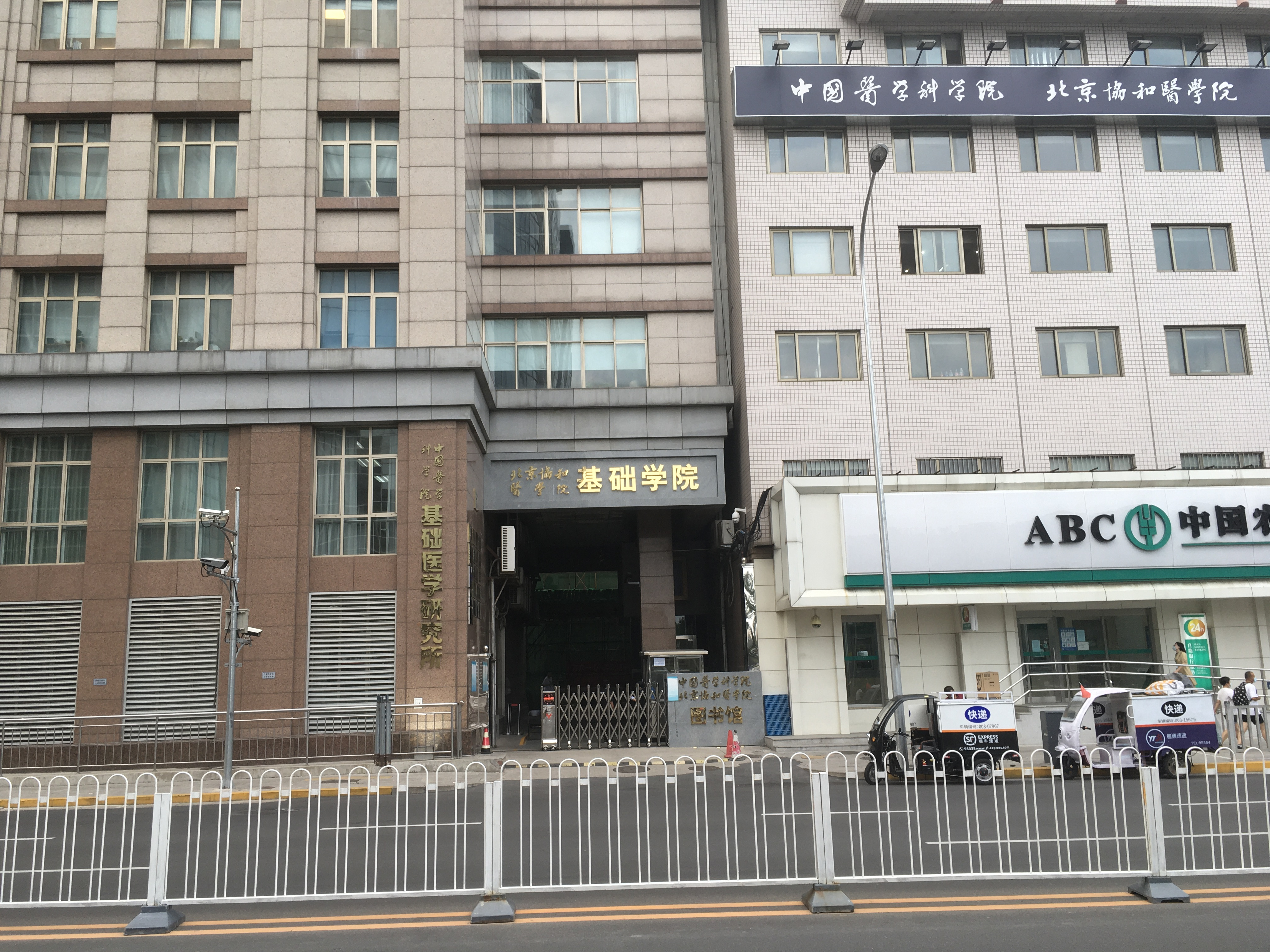
基礎學院

基础学院成立与1978年，有13个学系和1个对国内外开放的医学分子生物学国家重点实验室，1个国家级基础医学实验教学示范中心，1个国家实验细胞资源共享服务平台，1个基础医学科学数据中心，4个省部级实验室，14个院校中心。承担着科研和教学两大任务。
基础学院拥有博士生导师64名，硕士生导师37名，中国科学院院士2名，中国工程院院士5名，是国家首批批准的博士和硕士学位授予单位，其中，生物学为国家重点一级学科；病理学与病理生理学、免疫学、药理学、生物化学与分子生物学、细胞生物学、医学遗传学为国家重点二级学科；基础医学为北京市重点一级学科；流行病学与卫生统计学为北京市重点二级学科。

#### 临床学院

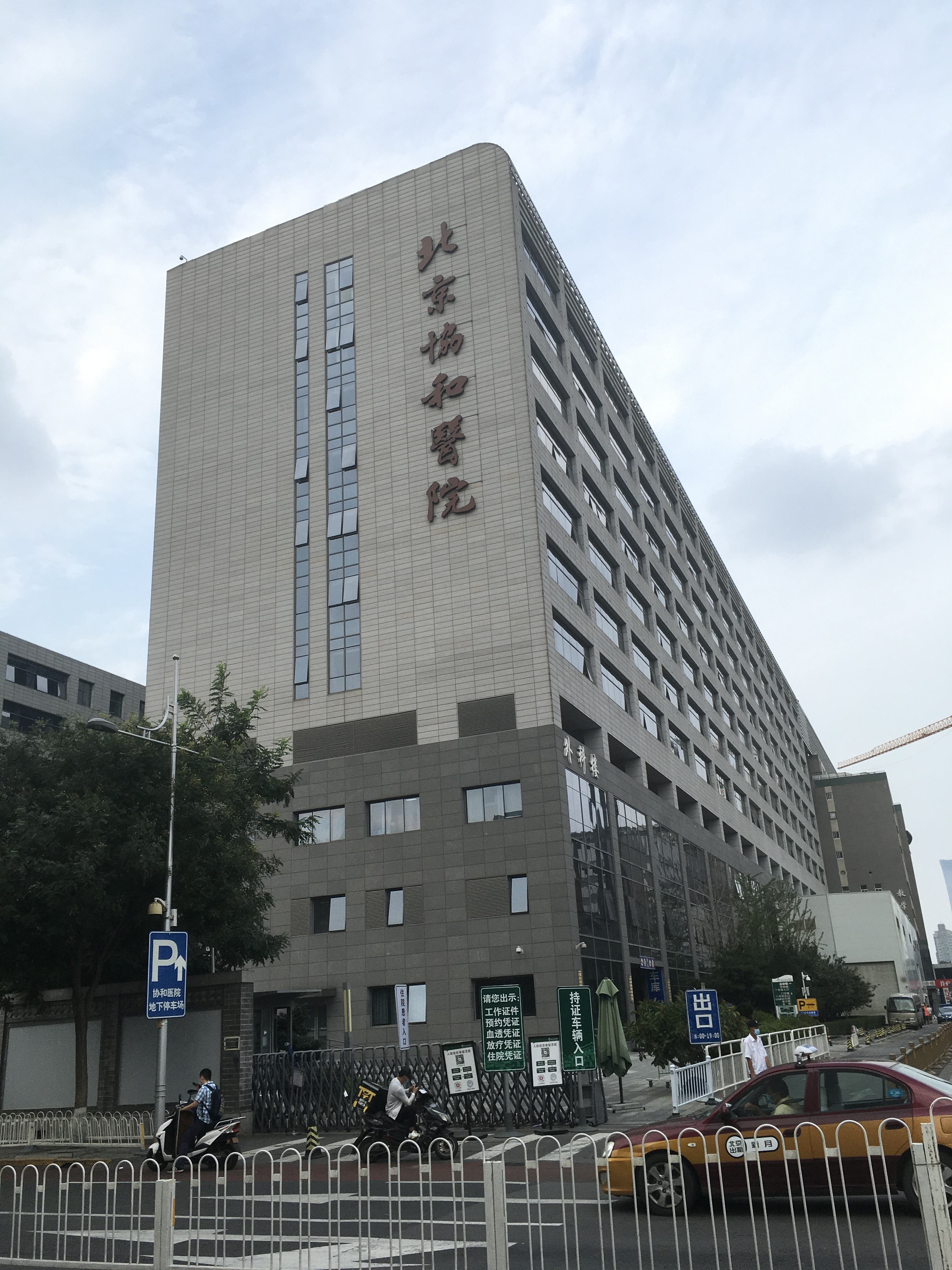
北京協和醫院

北京协和医学院臨床學院又稱為北京協和醫院，採取「小而精」的培養模式，保持嚴格的教學水平以及培養高素質的醫學生。目前協和醫院有研究生600餘人。自成立以來，已有超過2,000名學生畢業。目前臨床醫學八年制的預科在清華大學進行培養與招生。

#### 护理学院

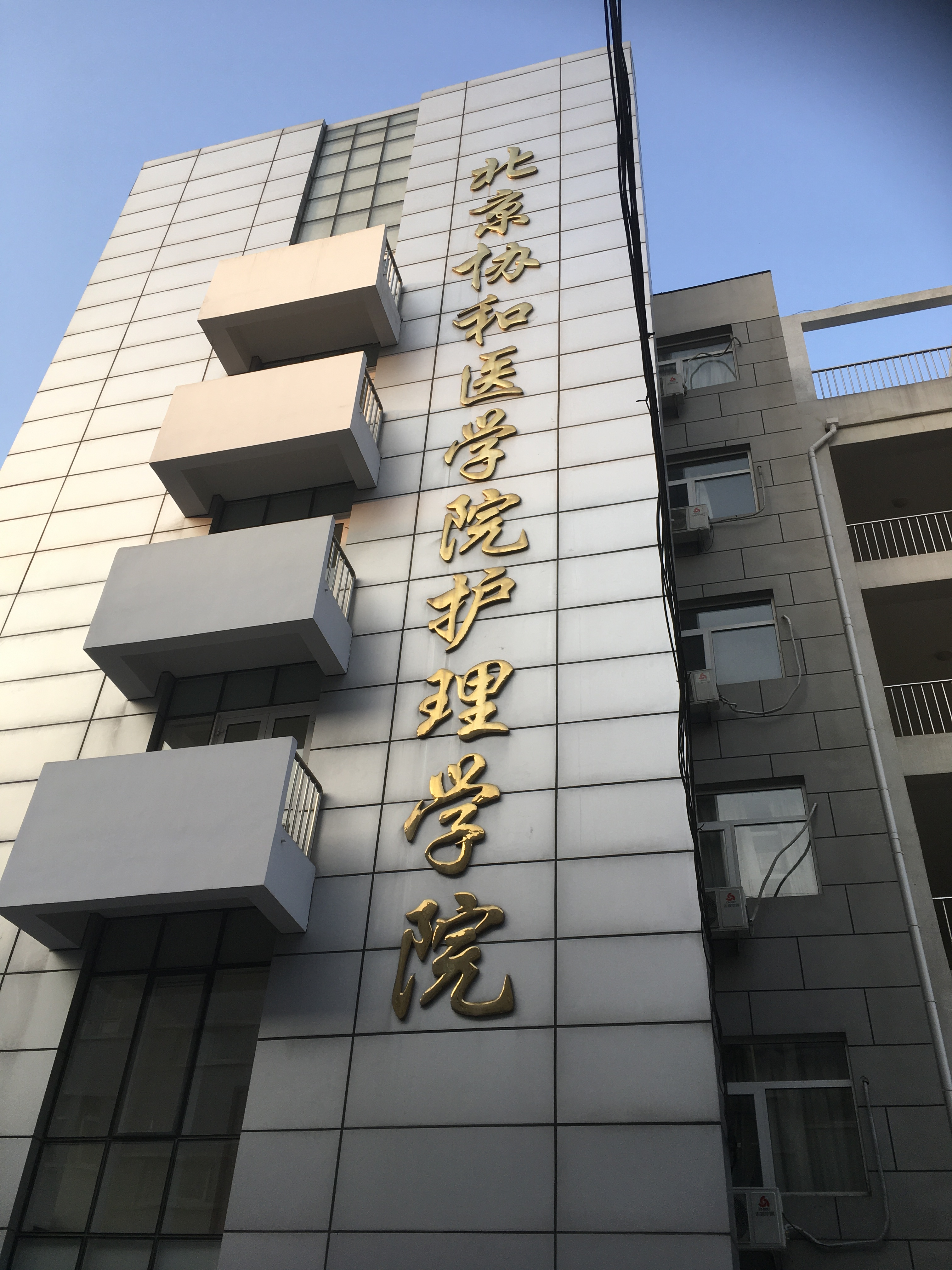
護理學院

北京协和医学院护理学院的前身是北京协和医学院护士学校，建於1920年，是中国最早开设护理本科教育的学校。1953年停办，1954年展開護理中專教育。1985年成為中国协和医科大学护理系，1996年合併医科院卫生学校成為护理学院，並開始招收大專生與碩士生。2002年停辦中专，2007年更名为北京协和医学院护理学院。
截至2021年9月，護理學院有教职工49人，其中专任教师30人。在专任教师中，高级职称17人、博士学历16人，博士生导师2人、硕士生导师13人。其中有1名教师当选美国护理科学院院士。
目前護理學院在校生600余人。分別有四年制本科、六年制本硕生、三年制硕士研究生、三年制博士研究生及五年制直博生。護理學院畢業学生数千人。截至2020年12月，毕业生中7人荣获南丁格尔奖章，8人当选美国护理科学院外籍院士。
目前每年招收本科生180人（含助产方向和老年方向），三年制硕士研究生10~15名，三年制博士研究生1~2名，五年制直博生1~2名。
药学院

#### 群医学及公共卫生学院
1921年协和医学院公共卫生教育肇始。1989年，由中国预防医学科学院、北京协和医院、中国协和医科大学、北京医科大学联合创建公共卫生学院，培养公共卫生应用性、管理型人才。2020年7月16日，原公共卫生学院更名为群医学及公共卫生学院，由王辰院士担任首任院长。

#### 马克思主义学院及人文与社会科学学院
人文和社会科学学院于2014年7月成立，翟小梅是第一任院长。下设医学史与医患沟通学系、医学伦理与卫生法学系、外国语言文学系、艺体教学部、医学人文研究室。学院主要承担各二级所院思想政治理论、公共英语、医学人文、体育与艺术等课程教学任务，秉持加强跨学科研究、培育学科生长点的宗旨，探索以马克思主义理论学科为底色，以医学人文学科为特色的学科交叉建设。
马克思主义学院于2021年12月成立，下设马克思主义基本原理教研室、中国化马克思主义教研室、思想道德与法治教研室、习近平卫生健康论述研究室。学院以开展马克思主义思想政治教育为基本职责，以马克思主义原理和马克思主义中国化的教学和研究为重中之重，以培养社会主义建设者和接班人为根本目的。
卫生健康管理政策学院
卫生健康管理政策学院成立于2020年7月，旨在建设中国卫生健康卓越管理人才的核心基地，培养高层次卫生健康管理领军人才；建立国家卫生健康管理政策智库，发展卫生健康管理政策学科，开展管理政策科学研究和实践探索，推动卫生健康治理体系和治理能力现代化，助力健康中国建设。
学院下设卫生健康体系学系、医院领导力与管理学系、社会医学与卫生事业管理学系和健康经济与医疗保障学系等4个学系；拥有公共卫生与预防医学一级学科博士学位培养点（卫生政策与管理学）、社会医学与卫生事业管理硕士学位培养点以及公共卫生专业硕士学位培养点（卫生健康政策与管理方向）。学院设立卫生健康体系评价中心、卫生健康政策模拟实验室、医院管理研究中心和健康经济与医疗保障研究中心，承担众多国家卫生健康政策与管理研究课题，组织举办中美健康高峰研讨会等多种高端学术论坛。
脑和类脑学院
北京协和医学院与北京市科学技术委员会、中关村科技园区管理委员会及北京脑科学与类脑研究所合作建设“中国医学科学院北京脑和类脑研究院”“北京协和医学院脑和类脑学院”。

#### 继续教育学院
北京协和医学院继续教育学院成立於于2003年。前身為1986年的继续教育处，1998年改名為成人教育学院。继续教育学院擁有成人高等学历教育、高等教育自学考试、继续医学教育项目培训等多種教育培訓形式。
继续教育学院位於北京市东单王府井地区。

### 研究所
北京協和醫學院共有19個直屬研究所。
| 研究所                 | 研究所           | 研究所                 | 研究所                     | 研究所                | 研究所                   |
| ---------------------- | ---------------- | ---------------------- | -------------------------- | --------------------- | ------------------------ |
| 基础医学研究所         | 临床医学研究所   | 国家心血管病中心       | 国家癌症中心               | 整形外科研究所        | 血液学研究所（天津）     |
| 皮肤病研究所（南京）   | 药物研究所       | 医药生物技术研究所     | 药用植物研究所             | 医学信息研究所/图书馆 | 医学实验动物研究所       |
| 微循环研究所           | 病原生物学研究所 | 放射医学研究所（天津） | 生物医学工程研究所（天津） | 输血研究所（成都）    | 医学生物学研究所（昆明） |
| 系统医学研究所（蘇州） |                  |                        |                            |                       |                          |

### 附属医院
- 北京协和医院
- 阜外医院
- 肿瘤医院
- 整形外科医院
- 皮肤病医院（南京）
- 血液病医院（天津）

### 教學醫院
- 北京医院
- 中日友好医院
- 南京鼓楼医院[38]
- 首都医科大学附属首都儿童医学中心

## 历任校长
- 麦克林（英语：Franklin C. McLean），1916－1920
- 胡恒德，1920－1928、1938－1942
- 顾临，1928－1938（代理校长）
- 刘瑞恒，1929－1938
- 李宗恩，1947－1957

1958年后校长见中国医学科学院#历任领导

## 著名校友
- 汤飞凡，微生物学家，沙眼衣原体的发现者。
- 金显宅，肿瘤外科医学家，中国肿瘤学之父。
- 马文昭，组织学家，中国科学院院士。
- 林巧稚，妇产科学家。
- 黄家驷，外科学家。
- 吴阶平，泌尿外科医学家，中国科学院和中国工程院双料院士。
- 张孝骞，内科学家。
- 冯唐，中国当代作家。

## 爭議

### 肖飞董袭莹婚外恋事件与协和“4+4”试点班相关争议
2025年4月18日，中日友好医院胸外科副主任医师肖飞被其妻子举报在手术中违规操作，并婚内出轨多名女性，其中包括在该科室进行规培的中国医学科学院肿瘤医院泌尿外科住院医师董袭莹，且后者已怀有身孕。随后，除了介入他人婚姻以外，董袭莹的更多个人经历被挖出：其本科毕业于哥伦比亚大学巴纳德学院经济学专业，回国后于2019年被北京协和医学院临床医学专业培养模式改革试点班（简称“4+4”试点班）录取，她的学习经历、规培经历、科研成果、家庭背景等遭到公众质疑（其中部分传言被辟谣）。北京协和医学院以通识教育论点为依据于2018年推出的‌临床医学博士培养项目“4+4”模式也广受民众关注。“4+4”模式，即‌4年非医学本科通识理论教育+4年医学专业教育‌+若干年医院规培，认为医生应该掌握除医学外更广泛的知识，引起通识教育与专才教育的争论。民众不认同“4+4”模式，称该模式不但浪费了前四年的本科学习，而且通过通识教育理论培养出来的医生医术不过关，试点班也遭到公众质疑和指责，引发对教育公平、医疗安全、特权阶层的广泛争议。北京协和医学院院长王辰院士2025年1月接受敬一丹专访时的一段关于“4+4试点班”的表述也引起了争议。
5月1日，国家卫生健康委宣布针对相关舆情成立调查组，对有关个人及机构等进行认真调查核查。5月15日，国家卫健委调查组发布调查结果，认定董袭莹申请“4+4”试点班的本科成绩造假，博士论文存在抄袭情况，发表的学术论文有学术不端行为；北京协和医学院依法依规撤销其毕业证书、学位证书，北京市卫生健康委员会撤销其医师资格证书、医师执业证书；调查组认为，北京协和医学院在录取资格确定、临床实习管理、学位论文答辩与审查，以及学生思想政治教育等方面存在试点方案不严密、管理不严格、落实不到位等问题，该校已经在进行深入整改，国家卫健委正会同教育部对北京协和医学院“4+4”试点进行全面评估，督促改革完善。国家卫生健康委调查组正联合有关部门对本次事件涉及的相关单位、人员开展深入调查，后续结果待公布。但直到调查结果公布，北京协和医学院仍然没有对此事作出回应。

### 引用
1. ↑  . 中国教育在线.   [2025-05-01].
2. ↑  礼露. . 中国新闻网. 2007年10月14日  [2015年3月18日]. （原始内容存档于2015年4月2日） （中文）.
3. ↑  教育部 财政部 国家发展改革委. . 中华人民共和国教育部. 2022-02-11  [2023-11-02]. （原始内容存档于2023-11-02） （中文）.
4. ↑  中国医学科学院北京协和医学院.  (PDF). 中国医学科学院北京协和医学院. 2020-10  [2023-11-02]. （原始内容存档 (PDF)于2023-11-02） （中文）.
5. ↑  医学“双一流”建设联盟秘书处. . 中华人民共和国教育部. 2018-11-15  [2023-11-02]. （原始内容存档于2023-11-02） （中文）.
6. ↑  中國教育部. . 中国学位与研究生教育信息网 中国新闻网. 2017年12月29日  [2020年1月19日]. （原始内容存档于2019年2月10日） （中文）.
7. ↑  王建安， 张苏展. . 北京. 2012年4月1日  [2020-01-19]. ISBN 9787308098205 （中文（中国大陆））.
8. ↑  邢永福. . 北京: 新华出版社. 2005年2月1日: 1527  [2020-04-29]. ISBN 9787501172016 （中文（中国大陆））.
9. ↑  张清平. . 北京. 2017年2月1日  [2020-04-29]. ISBN 9787512649125 （中文（中国大陆））.
10. ↑  . p.pumc.edu.cn. 北京协和医学院.   [2021-05-06]. （原始内容存档于2021-06-13）.
11. ↑  常青. . 北京: 北京联合出版公司. 2017-09-01. ISBN 9787559608192.
12. ↑  北京市委员会文史资料研究委员会  . . 北京: 中国文史出版社. 1987: 108  [2020-01-29] （中文（中国大陆））.
13. ↑  中国医学科学院. . 北京: 中国协和医科大学. 1985年2月1日: 162  [2020-04-29] （中文（中国大陆））.
14. ↑  季啸风, 王显明, 徐敦潢. . 北京: 华东师范大学出版社. 1992: 1142  [2020-01-19] （中文（中国大陆））.
15. ↑  丁肇文. . 清华大学新闻网. 2002年10月29日  [2020-01-19]. （原始内容存档于2020-01-19） （中文（中国大陆））.
16. ↑  北京協和醫學院. . 北京協和醫學院. 2019-12-22  [2021-02-13]. （原始内容存档于2020-10-04） （中文（中国大陆））.
17. ↑  北京協和醫學院. . 北京協和醫學院. 2017-12-22  [2021-07-15]. （原始内容存档于2021-07-14） （中文（中国大陆））.
18. ↑  清新. . 清华大学新闻网. 2006-09-05  [2020-01-19]. （原始内容存档于2020-01-19） （中文（中国大陆））.
19. ↑  教育部. . 中华人民共和国教育部. 2006-12-22  [2020-01-19]. （原始内容存档于2020-01-19） （中文（中国大陆））.
20. ↑  . 北京协和医学院.   [2020-04-06]. （原始内容存档于2020-04-17）.
21. ↑  . 北京协和医学院.   [2020-04-06]. （原始内容存档于2020-04-17）.
22. ↑  雷嘉. . 健康界. 2018-12-12  [2020-04-06]. （原始内容存档于2020-11-01） （中文（中国大陆））.
23. ↑  . edu.people.com.cn.   [2024-08-29]. （原始内容存档于2024-08-29）.
24. ↑  . www.xinhuanet.com.   [2024-08-29]. （原始内容存档于2024-08-29）.
25. ↑  . 微信公众平台.   [2024-08-29]. （原始内容存档于2024-12-02）.
26. ↑  . 北京协和医学院. 2024-08-25  [2024-09-01]. （原始内容存档于2024-09-11）.
27. ↑  .   [2010-12-14]. （原始内容存档于2010-12-12）.
28. ↑  .   [2010-12-14]. （原始内容存档于2010-12-06）.
29. ↑  .   [2010-12-14]. （原始内容存档于2010-12-12）.
30. ↑  青塔. . 北京华媒康讯信息技术股份有限公司. 2017-01-07  [2018-05-08]. （原始内容存档于2018-05-08） （中文（中国大陆））.
31. ↑  . 2018-01-31  [2020-12-27]. （原始内容存档于2021-01-17）.
32. ↑  . 清華大學醫學院.   [2014-12-05]. （原始内容存档于2014-12-08）.
33. 1 2 3  . 北京協和醫學院護理學院. 2021-08-02  [2021-11-20]. （原始内容存档于2022-04-22） （中文（简体））.
34. ↑  . www.pumc.edu.cn.   [2024-08-29]. （原始内容存档于2024-08-29）.
35. ↑  . shpm.pumc.edu.cn.   [2024-08-29]. （原始内容存档于2024-11-05）.
36. ↑  . www.yxj.org.cn.   [2024-08-29]. （原始内容存档于2024-12-02）.
37. ↑  . 北京協和醫學院. 2021-08-02  [2021-11-20]. （原始内容存档于2022-01-08） （中文（简体））.
38. ↑  . 南京鼓樓醫院. 2018-01-10  [2021-07-22]. （原始内容存档于2021-07-22） （中文（简体））.
39. ↑  . 联合早报. 2025-04-28  [2025-05-03] （中文）.
40. ↑  . 澎湃新闻. 2025-04-27  [2025-05-01]. （原始内容存档于2025-05-03）.
41. ↑  . 新华网. 2021-11-05  [2025-05-01]. （原始内容存档于2025-05-04）.
42. ↑  . 网易. 2025-04-29  [2025-05-01]. （原始内容存档于2025-05-03）.
43. ↑  . 腾讯网. 2025-04-30  [2025-05-03] （中文）.
44. ↑  . 网易. 2025-04-29  [2025-05-01]. （原始内容存档于2025-05-03）.
45. ↑  . 上游新闻.   [2025-05-01]. （原始内容存档于2025-05-03）.
46. ↑  . 新浪. 2025-04-30  [2025-05-01]. （原始内容存档于2025-05-03）.
47. ↑  . 界面新闻. 2025-05-01  [2025-05-05].
48. ↑  . www.mzfxw.com.   [2025-05-16].
49. ↑  . 中新网.   [2025-05-01]. （原始内容存档于2025-05-03）.
50. ↑  . 中华医学会.   [2025-05-20].
51. ↑  . 红色文化网. 2025-05-08  [2025-05-20].
52. ↑  . 中华人民共和国国家卫生健康委员会.   [2025-05-01].
53. ↑  . 联合早报. 2025-05-01  [2025-05-03]. （原始内容存档于2025-05-03） （中文）.
54. ↑  . 中华人民共和国国家卫生健康委员会. 2025-05-15  [2025-05-15].